# Pilekornel
Pilekornel (Cornus sericea) eller gulgrenet kornel er en op til 3 meter høj busk, der i er hjemmehørende i Nordamerika. I Danmark anvendes den i haver og findes forvildet på fugtig bund nær bebyggelse. Navnet skrives ofte pile-kornel.

## Beskrivelse
Pilekornel er en løvfældende busk med en nedliggende til opstigende vækstform. Barken er først glat og rødbrun. Senere bliver den olivengrøn, og til sidst er den ru og grågrøn. Knopperne er modsatte, slanke og hårløse.
Bladene er lysegrønne, helrandede og beklædt med fine hår. Oversiden er mørkegrøn, mens undersiden er blågrøn. Blomsterne sidder i små, tætte stande. De enkelte blomster er flødehvide og ret små. Frugterne er hvide og kuglerunde stenfrugter. Kernerne modner godt og spirer villigt, når forholdene passer til det.
Rodnettet er fint og trævlet, meget højtliggende. Både underjordiske grene og grene med jordkontakt danner nye planter. Planten tåler oversvømmelse.
Højde x bredde og årlig tilvækst: 2 x 2 m (75 x 75 cm/år). Vær opmærksom på, at plantens evne til at danne aflæggere gør, at den kan se ud til at være betydeligt mere bred, end den egentlig er.

## Voksested
Planten er udbredt over et stort område af Nordamerika (Newfoundland til Alaska og Pennsylvania til New Mexico). Her findes den på sumpet og delvist oversvømmet bund langs floder og ved søbredder. Ved vandskellet i Kawesas-området, der ligger i bjergene ud mod Stillehavet i British Columbia, Canada, findes arten i de blandede nåleskove sammen med bl.a. fjerbregne, bjerghemlock, canadisk hønsebær, druehyld, grønel, gul kæmpekalla, gåsepotentil, kæmpethuja, laksebær, nutkacypres, Oenanthe sarmentosa (en art af klaseskærm), oregonel, oregonæble, purpurædelgran, rævehalespiræa, sitkagran, tornpanax, Vaccinium alaskense og Vaccinium ovalifolium (arter af bølle), vestamerikansk balsampoppel og vestamerikansk hemlock
I Danmark findes arten hist og her forvildet nær bebyggelse.

## Note
1. ↑  Peter K. Schoonmaker og James Powell: The Kawesas Watershed Assessment.Vegetation: Distribution, Characteristics, and Dynamics Arkiveret 1. november 2010 hos  Wayback Machine (engelsk)

| Portal | Portal:Botanik |